# Dubitationis
Dubitationis là một chi bướm đêm thuộc họ Gelechiidae.